# Stella Kyriakidou
Stella Kyriakidou (in greco Στέλλα Κυριακίδου?; Nicosia, 10 marzo 1956) è una politica cipriota, commissario europeo per la salute e la sicurezza alimentare dal 1º dicembre 2019 al 1º dicembre 2024 nella Commissione von der Leyen I.
Membro del partito Raggruppamento Democratico, è stata la prima cipriota e la terza donna Presidente dell'Assemblea parlamentare del Consiglio d'Europa.

## Biografia

### Istruzione, carriera professionale e impegno civile
Nata a Nicosia il 10 marzo 1956, Stella Kyriakidou ha studiato psicologia all'Università di Reading tra il 1974 e il 1977 e ha poi conseguito la laurea magistrale in disadattamento presso l'Università di Manchester nel 1978. Ha poi seguito seminari e corsi su diverse tematiche collegate, quali gli effetti psicologici del cancro e della leucemia nei bambini e negli adolescenti, la violenza familiare, i disturbi dell'apprendimento nei bambini e i collegamenti alla psichiatria negli ospedali infantili.
Dal 1979 al 2006 ha lavorato come psicologa clinica presso il Ministero della salute cipriota, nel dipartimento per la psichiatria infantile e adolescenziale.
Dopo aver combattuto contro un tumore alla mammella ed essere stata eletta nel 1999 presidente del primo movimento cipriota contro il tumore alla mammella, tra il 2004 e il 2006 è stata presidente di Europa Donna, la coalizione europea contro il cancro alla mammella. Tra il 2010 e il 2012 è stata presidente del comitato consultivo dei pazienti (PAC) presso l'Organizzazione europea contro il cancro. Nel 2016 è stata nominata presidente del Comitato nazionale per la strategia contro il cancro.

### Carriera politica
Stella Kyriakidou è stata eletta membro della Camera dei rappresentanti nelle elezioni parlamentari a Cipro del 2006 per il distretto di Nicosia nelle file del Raggruppamento Democratico. Durante il mandato è stata membro della Commissione per gli affari sanitari e della commissione per gli affari esteri ed europei; inoltre è stata vice-presidente del suo partito dal maggio 2013.
Oltre alle attività parlamentari, dal 2012 è capo della delegazione cipriota presso l'Assemblea parlamentare del Consiglio d'Europa (APCE), dove ha presieduto la Commissione per gli affari sociali, la salute e lo sviluppo sostenibile dal gennaio 2016 all'ottobre 2017. A seguito delle dimissioni di Pedro Agramunt, si è candidata alla presidenza dell'Assemblea parlamentare del Consiglio d'Europa, vincendo l'elezione al terzo scrutinio contro il lituano Emanuelis Zingeris il 6 ottobre 2017. Tra il 2018 e il 2019 è stata rappresentante dell'Assemblea parlamentare del Consiglio d'Europa presso la Commissione di Venezia. Nel corso del suo mandato presso l'APCE ha avuto un ruolo di primo piano nelle campagne contro l'odio e la discriminazione, contro gli abusi sui minori e per i diritti dei bambini. Nel 2019 è stata nominata vicepresidente della delegazione del Partito Popolare Europeo presso l'APCE.

#### Commissario europeo
A seguito delle elezioni europee del 2019, il presidente cipriota Nicos Anastasiades ha indicato Stella Kyriakidou come candidata cipriota al ruolo di commissario europeo nella nuova commissione presieduta da Ursula von der Leyen. Il 10 settembre successivo, alla presentazione della nuova commissione, viene svelato che alla Kyriakidou sarà attribuito il portafoglio per la salute.
Dopo l'approvazione della commissione da parte del Parlamento europeo e del Consiglio europeo, ha assunto l'incarico il 1º dicembre 2019.
All'inizio di marzo 2020 Kyriakidou è stata incaricata dalla presidente della Commissione europea, Ursula von der Leyen, di far parte della speciale task force per coordinare la risposta dell'Unione europea alla pandemia di COVID-19.

## Vita privata
Stella Kyriakidou è sposata con Kikis Kyriakides e ha due figli.
Parla, oltre al greco, l'inglese e il francese.